# 포즈난 국립박물관
포즈난 국립박물관(폴란드어: Muzeum Narodowe w Poznaniu)은 폴란드 비엘코폴스카주 포즈난에 소재한 국립 박물관으로 폴란드에서 가장 큰 박물관 중 하나다. 16세기부터 폴란드 회화 컬렉션과 외국 회화(이탈리아, 스페인, 네덜란드, 독일 등) 컬렉션을 소장하고 있다. 포즈난 국립 박물관은 1857년에 "포즈난 대공국립 폴란드 및 슬라브 고대 유물 박물관(폴란드어: Muzeum Starożytności Polskich i Słowiańskich w Wielkim Księstwie Poznańskim)"이라는 명칭으로 설립되었다.